# Garzón
Garzón é um município da Colômbia, localizado no departamento de Huila.